# Karl von Wiegand

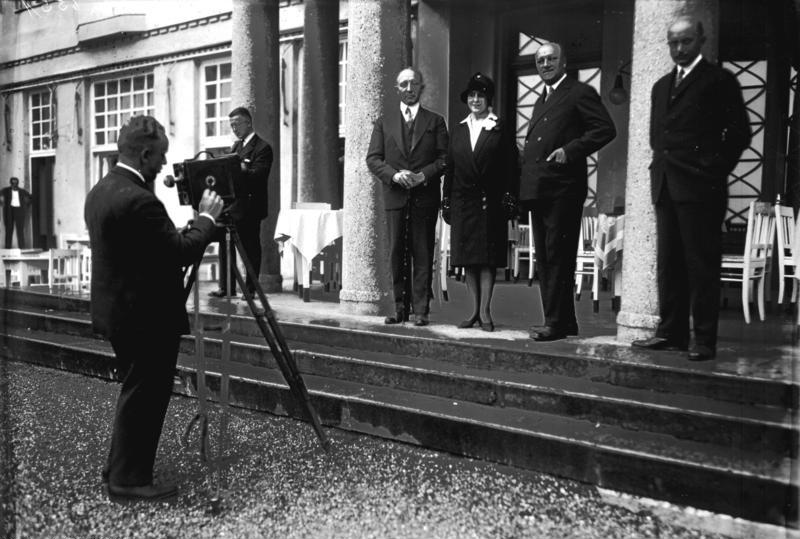
Zum bevorstehenden Zeppelin-Start in Friedrichshafen am Bodensee. Journalisten v.li.n.re.: v. Wiegand, Lady Drummond-Hay, Rolf Brandt, Robert Hartmann

Karl Henry von Wiegand (* 1874 in Hesse (Elsass-Lothringen); † 1961 in Zürich) war ein US-amerikanischer Journalist und Kriegsberichterstatter.

## Leben
Von Wiegand arbeitete von 1911 bis 1917 für die United Press und ab 1917 für Hearst Newspapers. Er nahm als Kriegsberichterstatter auf deutscher Seite an der Schlacht von Wirballen (Virbalis) (8. Oktober 1914) teil. Er war der erste US-amerikanische Journalist, der im Ersten Weltkrieg Kronprinz Wilhelm interviewen durfte.
Wiegand führte bereits im Jahr 1921 ein Interview mit Hitler, den er als „magnetisierenden Redner“ und Organisationsgenie bezeichnete; sein Bericht über die „bayrischen Faschisten“ endete mit dem Hinweis, es gebe die Befürchtung, Hitler könne sich eines Tages zum Diktator Bayerns erklären.
1929 nahm er zusammen mit Lady Grace Hay Drummond-Hay als Korrespondent an der Weltfahrt des Luftschiffs LZ 127 „Graf Zeppelin“ teil. Mit Grace Drummond-Hay arbeitete er auch später bei Einsätzen als Berichterstatter in Kriegsgebieten zusammen.
Am 11. Juni 1940 interviewte er Hitler im Schlösschen Lausprelle in der Nähe des Führerhauptquartiers Wolfsschlucht I.
Während des Zweiten Weltkriegs wurden er und Grace Hay Drummond-Hay von den Japanern in einem Lager in Manila auf den Philippinen interniert. Bald nach ihrer Befreiung im Jahr 1945 verstarb Grace Hay Drummond-Hay.
Nachdem er sich bei einem Aufenthalt in Tokio im Jahr 1961 eine Lungenentzündung zugezogen hatte, wurde er per Flugzeug nach Zürich transportiert, wo er ein Haus besaß. Er verstarb 86-jährig im Juni 1961.
Karl von Wiegand ist der Vater der US-amerikanischen Journalistin (ebenfalls für Hearst’s Newspapers) und abstrakten Malerin Charmion von Wiegand (1896–1983).